# 하스스톤
《하스스톤》(HEARTHSTONE)은 블리자드 엔터테인먼트가 개발한 온라인 카드 수집 게임이다. 무료로 이용이 가능하나 부가적인 구매로 빠르게 카드를 수집하거나 확장팩을 즐길 수 있다. 2013년 3월 페니 아케이드 엑스포(PAX)에서 처음 발표되었으며 2014년 3월 출시되었다. 마이크로소프트 윈도우와 OS X, 윈도우 8, iOS, 안드로이드 터치스크린 기기들에서 하스스톤을 이용할 수 있다. 〈고블린 대 노움〉, 〈대 마상시합〉, 〈고대신의 속삭임〉, 〈비열한 거리의 가젯잔〉등 확장팩과 〈낙스라마스의 저주〉, 〈검은바위 산〉, 〈탐험가 연맹〉, 〈한 여름밤의 카라잔〉 등 게임 내에 새로운 카드 세트와 모드가 추가되기도 한다.
2015년 5월 6일 이용자가 3000만 명을 돌파하였다.

## 개요
미국의 게임 제작사 블리자드 엔터테인먼트에서 개발한 부분유료 트레이딩 카드 게임. 자사의 대표작인 워크래프트 시리즈의 세계관을 따르고 있다.

## 상세
'하스스톤(Hearthstone)'은 MMORPG 월드 오브 워크래프트의 세계관을 본떠서 만든 카드게임이다. 게임 이름 ‘하스스톤’은 월드 오브 워크래프트의 기본 아이템인 '귀환석'을 뜻한다. 언제라도 따뜻하고 편안한 여관으로 순간이동해주는 능력을 토대로 이름을 지었다고 한다.여관 주인의 이름은 '하스 스톤브루'라고 한다(성우는 이장원). 한국에서는 하스스톤의 '스톤'을 따 '돌겜'이라는 별명으로 부른다.
서버는 북미, 유럽, 아시아, 중국 지역 서버가 있다. 중국 서버는 중국 검열 정책상 아시아 서버 등의 타 서버와 완전히 분리된 서버로 중국 계정으로만 플레이 가능하다. 아시아 서버는 한국, 홍콩, 마카오와 최근에 추가된 일본 서버가 통합되어있다.

## 플랫폼 및 시스템
2013년 여름부터 베타테스트를 시작해 연내 출시할 예정이라는 발표와 동시에 플레이 가능 버전을 시연할 수 있게 내놓았다.
2014년 3월 11일에 윈도우와 맥용으로 가장 먼저 출시됐다.
2014년 4월 3일, 뉴질랜드를 포함한 일부 국가 앱스토어에 아이패드 버전이 출시되었다.
2014년 4월 16일에는 전세계 대다수 앱스토어에 출시되었다. 아이패드 2, 아이패드 미니가 최소 요구사양이며 iOS 5 이상을 요구한다. A5칩 사용 기기는 로딩 시간이 좀 길다. 4월 17일자로 한국 앱스토어에도 게시됐다.
2014년 12월 15일, 6인치 이상 안드로이드 태블릿 용 버전이 출시되었다.
2015년 4월 아이폰, 안드로이드 모바일 기기로 출시되었다. 발열 및 배터리 과다 소모 등의 문제점이 지적되었고 데이터 소모량, 인터페이스 구성은 호평을 받는 중이다.

## 역사
- 2013년 8월 17일, 북미 지역에서 클로즈베타 테스트가 시작되었다.
- 2013년 10월 11일, 한국에서 클로즈베타 테스트가 시작되었다.
- 2014년 1월 22일, 북미 지역에서 드디어 오픈베타 테스트가 시작되었고, 2014년 1월 24일, 한국에서도 오픈베타가 시작되었다.
- 2014년 3월 13일, 정식 서비스를 시작하였다.
- 2014년 4월 3일, 일부 지역(캐나다, 뉴질랜드, 호주)의 앱스토어에서 아이패드 버전이 출시되었다. 1세대를 제외한 전 기기에서 플레이가능하다.
- 2014년 7월 23일, 하스스톤 최초의 대규모 업데이트 '낙스라마스의 저주'의 정식서비스가 시작되었다. 이 모험에서는 15명의 보스와 9가지 직업별 도전 과제를 통하여 전설 카드 6장과 직업 카드 9장을 포함한 카드 30장을 얻을 수 있으며 영웅 모드 보스들을 모두 처지하면 카드 뒷면을 획득할 수 있다.
- 2014년 7월 23일, 하스스톤 최초의 대규모 업데이트 '낙스라마스의 저주'의 정식서비스가 시작되었다.
- 2014년 11월 블리즈컨에서 첫 번째 확장팩 〈고블린 대 노움〉이 발표되었다.
- 2014년 12월 10일, 하스스톤 첫 확장팩 '고블린 대 노움'이 정식서비스를 시작했다. 확장팩에는 직업 카드 72장을 포함한 123장의 카드가 고블린 대 노움 팩에 포함되어 있으며 가격은 오리지널 팩의 가격과 같다.
- 2014년 12월 15일, 일부 지역(캐나다, 뉴질랜드, 호주)의 구글플레이에 안드로이드 6인치 이상 태블릿 버전이 출시되었다.
- 2014년 12월 17일, 한국에서도 구글플레이에 안드로이드 6인치 이상 태블릿 버전이 출시되었다.
- 2015년 3월 6일, 페니 아케이드 엑스포 이스트에서 두 번째 모험 〈검은바위 산〉의 발매가 발표되었다. 첫 번째 지구는 4월 2일 공개되었으며 나머지 4개 지구는 그 후 매주 한 지구씩 공개되었다. 17명의 보스와 9가지 직업별 도전 과제를 통하여 전설 카드 5장과 직업 카드 18장을 포함한 카드 31장을 얻을 수 있다. 영웅 모드 보스들을 모두 처지하면 카드 뒷면을 획득할 수 있다.
- 2015년 4월, 하스스톤 스마트폰 버전(아이폰, 안드로이드)이 출시되었다.
- 2015년 6월, 선술집 난투 모드가 추가되었다.
- 2015년 7월 30일, 대 마상시합 예약구매가 시작되었다. 132장의 카드가 새로 추가되었고 <대 마상시합> 카드팩은 <고블린 대 노움>, 오리지널 카드팩과 동일한 가격으로 살 수 있다.
- 2015년 8월 19일, 대 마상시합 사전 패치가 진행되었다.
- 2015년 8월 25일, 대 마상시합 카드팩 구입 및 플레이가 가능하게 되었다.
- 2015년 10월 21일, 일본서버가 오픈하여 아시아 지역은 한국, 대만, 일본이 되었다.
- 2015년 11월 6일, 블리즈컨에서 세 번째 모험 모드 〈탐험가 연맹〉이 발표됐다.
- 2015년 11월 13일, 세 번째 모험 모드 〈탐험가 연맹〉이 추가되었다.
- 2016년 2월 3일, 정규전과 야생모드가 발표되었다.
- 2016년 4월 27일, 세 번째 확장팩 〈고대 신의 속삭임〉이 추가되었다. 그리고 정규전과 야생모드가 추가되었다.
- 2016년 8월 12일, 네 번째 모험 모드 〈한여름 밤의 카라잔〉이 추가되었다.
- 2016년 12월 2일, 네 번째 확장팩 〈비열한 거리의 가젯잔〉이 추가되었다.
- 2017년 4월 7일, 다섯 번째 확장팩 <운고로를 향한 여정>이 추가되었다.
- 2017년 8월 11일, 여섯 번째 확장팩 <얼어붙은 왕좌의 기사들>이 추가되었다.
- 2017년 12월 8일, 일곱 번째 확장팩 <코볼트와 지하 미궁>이 추가되었다.
- 2018년 4월 13일, 여덟 번째 확장팩 <마녀숲>이 추가되었다.
- 2018년 8월 8일. 아홉 번째 확장팩 <박사 붐의 폭심만만>이 추가되었다.
- 2018년 12월 5일, 열 번째 확장팩 <라스타칸의 대난투>가 추가되었다.
- 2019년 4월 10일, 열한 번째 확장팩 <어둠의 반격>이 추가되었다.
- 2019년 8월 7일, 열두 번째 확장팩 <울둠의 구원자>가 추가되었다.
- 2019년 12월 11일, 열세 번째 확장팩 <용의 강림>이 추가되었으며 신규 게임 모드인 전장이 추가되었다.
- 2020년 1월 22일, 다섯 번째 유료 모험 모드 <갈라크론드의 부활>이 추가되었다.
- 2020년 4월 8일, 열네 번째 확장팩 <황폐한 아웃랜드>가 추가되었으며 신규 직업인 악마사냥꾼이 추가되었다.
- 2020년 8월 9일, 열다섯 번째 확장팩 <스칼로맨스 아카데미>가 추가된다.
- 2020년 11월 12일, 퀘스트와 승리 보상이 새로운 보상 시스템으로 변경되었다.
- 2020년 11월 18일, 열여섯 번째 확장팩 <광기의 다크문 축제>가 추가되었으며 신규 게임 모드인 결투가 정식으로 추가되었다.

### 베타테스트 이전
롭 팔도 부사장의 프리뷰에 의하면, 이 프로젝트를 위해 '팀 5'라는 새로운 조직을 꾸렸다고 한다. 그 동안의 프로젝트들이 매번 '블리자드 스케일'이라 불리는 대규모 게임이었던 것에 반해, 이번에는 초심으로 돌아가 소규모 팀으로 규모 축소시켜도 게임 자체는 재미있게 만드는 것이 목적이라고 한다. 크리스 멧젠 부사장은 '스케일 다운이 시장의 대세이고, 그 대세에 동참하게 되어 기쁘다'고 하였다. 주요 인사들의 이러한 발언에서는 팬들의 기대를 충족시키기 위해 자의 반 타의 반으로 대작만을 만들어내는 부담감에서 벗어나고 싶었던 블리자드 내부의 고민이 엿보인다. 예전 실리콘&시냅스 시절의 재밌게 할 수 있는 소규모 게임을 목표로 제작했다고 한다.
하지만 결과물이 겨우 카드 게임이라 반응은 대체적으로 '실망'이었다. 물론 카드 게임이 '겨우'라 폄하할 만한 장르는 아니다. 하지만 여태까지 보여준 그 장엄한 규모에 비해 부족해 보이는 건 사실이었다. 게다가 그 시점에서 한국에서는 확산성 밀리언 아서를 비롯한 스마트폰 수집형 TCG가 범람하던 시기라 카드 게임에 대한 기대치가 많이 낮아져 있었다. 거기에 월드 오브 워크래프트 세계관의 재탕도 호감도 하락의 주된 요인이었다. 블리자드는 이미 한참 전에 월드 오브 워크래프트 TCG를 출시하였으며 또 같은 세계관으로 또 카드게임을 낸다고 하니 많은 이들이 의아함을 표했다.

## 개발

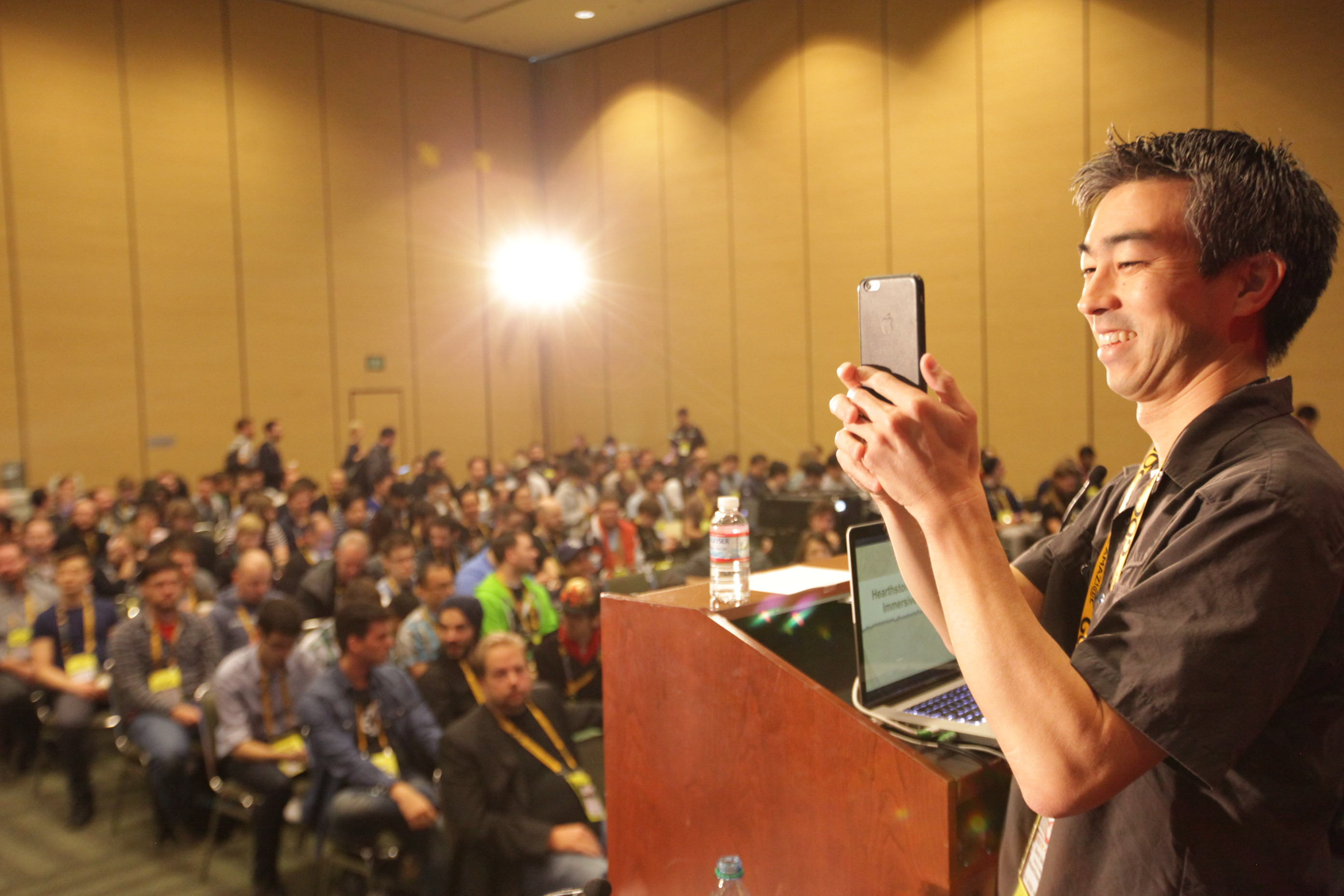
게임 개발자 회의 2015에서 발표 중인 하스스톤 인터페이스 디자이너 데릭 사카모토

사운드트랙은 피터 맥코넬이, 트레일러 음악은 제이슨 헤이스가 작곡하였다.

## 발매
2013년 10월 11일 클로즈 베타가 한국과 대만 지역에서 시작되었다.
2014년 1월 22일 북미 지역에서 오픈 베타 테스트가 시작되었다.
2014년 1월 24일 한국과 대만 지역에서 오픈 베타 테스트가 시작되었다.
2014년 3월 11일 북미 지역에서 정식서비스가 시작되었다.
2014년 3월 13일 한국과 대만 지역에서 정식서비스가 시작되었다.
2014년 4월 1일 하스스톤 등급전 시즌1:판다천지가 시작되었다.
첫 번째 모험 〈낙스라마스의 저주〉가 2014년 7월 22일 발매되었다. 이 모험에서는 15명의 보스와 9가지 직업별 도전 과제를 통하여 전설 카드 6장과 직업 카드 9장을 포함한 카드 30장을 얻을 수 있으며 영웅 모드 보스들을 모두 처치하면 카드 뒷면을 획득할 수 있다.
2014년 11월 블리즈컨에서 첫 번째 확장팩 〈고블린 대 노움〉이 발표되었으며 2014년 12월 8일 출시되었다. 이 확장팩에는 직업 카드 72장을 포함한 123장의 카드가 고블린 대 노움 팩에 포함되어 있으며 가격은 오리지널 팩의 가격과 같다.
2015년 3월 6일, 페니 아케이드 엑스포 이스트에서 두 번째 모험 〈검은바위 산〉의 발매가 발표되었다. 첫 번째 지구는 4월 2일 공개되었으며 나머지 4개 지구는 그 후 매주 한 지구씩 공개되었다. 17명의 보스와 9가지 직업별 도전 과제를 통하여 전설 카드 5장과 직업 카드 18장을 포함한 카드 31장을 얻을 수 있다. 영웅 모드 보스들을 모두 처지하면 카드 뒷면을 획득할 수 있다.
2015년 7월 23일, 두 번째 확장팩인 〈대 마상시합〉이 공개되었다. 132장의 카드가 새로 추가되었고 <대 마상시합> 카드팩은 <고블린 대 노움>, 오리지널 카드팩과 동일한 가격으로 살 수 있다.
2015년 11월 6일, 블리즈컨에서 세 번째 모험 모드 〈탐험가 연맹〉이 발표됐다. 11월 13일 출시되었고 4개의 지구로 이루어져있다.
2016년 4월 27일, 세번째 확장팩인
〈고대신의 속삭임〉이 출시되었다. 134장의 카드가
새로 추가되었고, 가격은 기존의 확장팩과 동일하다.
+이번 패치로 인해〈낙스라마스의 저주〉와〈고블린 대 노움〉카드를 구입하는 것이 불가능해졌다.

## 평가
《하스스톤》은 게임랭킹스에서 87.57%, 메타크리틱에서 88점을 받는 등 출시 후 주요 비디오 게임 비평에서 대체적으로 호의적인 평가를 받았다.

## 같이 보기
- 블리자드 엔터테인먼트
- 워크래프트
- 월드 오브 워크래프트

## 주해
1. ↑  한국 시간 기준이며 그 외는 현지 시간 기준.